# 伊斯拉木阿瓦提乡
伊斯拉木阿瓦提乡，是中华人民共和国新疆维吾尔自治区和田地區和田县下辖的一个乡镇级行政单位。

## 行政区划
伊斯拉木阿瓦提乡下辖以下地区：
哈特布隆村、罕艾日克村、也听其日克村、伊斯拉木阿瓦提村、库木格勒村、塔格艾日克村、什旁村、乌尊库勒村、其格里克村、亚曼拜克村、其乃村、里青托尕依村和卡格吐孜村。